# 遠田澄庵
遠田 澄庵（とおだ ちょうあん、文政2年（1819年） - 明治22年（1889年）7月29日）は、幕末の漢方医。幕府奥医師。名は景山。号は木堂。脚気治療の名手として知られる。

## 生涯
文政2年（1819年）、下総国佐倉藩士、水飼五八郎の四男として生まれる。幕府奥医師辻元崧庵（為春院）に師事したという。医術をもって美作国津山藩に仕えたが、安政5年（1858年）7月3日、将軍徳川家定の脚気による重態に際し、漢方医、青木春岱、蘭方医、伊東玄朴・戸塚静海とともに幕府奥医師に登用される。澄庵によれば、将軍の容体は既に手遅れであった。同年11月23日、法眼に叙せらる。将軍徳川家茂の上洛中は江戸にあったが、家茂が大坂城で病んだとの報を受け、慶応2年（1866年）7月16日、大膳亮弘玄院、多紀安琢（養春院）、高島祐庵、浅田宗伯らとともに大坂へ急派された。明治11年（1878年）、脚気病院が設置され漢洋両サイドの医師が治術を競った際、今村亮とともに漢方側の委員を務めた（いわゆる漢洋脚気相撲）。明治22年（1889年）没。池袋本立寺に葬る。
余技に漢詩をよくした。樋口一葉の父・則義と親しく、一葉の為に中島歌子を紹介したことが知られている。長男・注が牛込逢坂の遠田医院を継ぎ、次男・清は静岡病院長などを勤めた。幕府歩兵屯所付医師で蘭学者の遠田昌庵は実弟である。
脚気の原因として、「米食（白米過多かつその他の栄養素不足）」を挙げている。この時代としては革新的である。脚気の治療時は、漢方薬の服薬と同時に、厳しい食事制限（栄養素管理）を求めており、これもまた先進的であった。